# Урочище «Покоси»
Уро́чище «Поко́си» — заповідне урочище (лісове) в Україні. Розташоване в межах Рівненського району Рівненської області, на захід від села Бронники. 
Площа 5,9 га. Статус надано згідно з рішенням облвиконкому від 18.06.1991 року № 98. Перебуває у віданні ДП «Клеванський лісгосп» (Сморжівське л-во, кв. 24, вид. 8, 9, 10). 
Статус надано для збереження високопродуктивних насаджень бука лісового відком 80 років, а також дуба звичайного. У підліску: ліщина звичайна, свидина кров'яна, крушина ламка. 
У трав'яному покриві: веснівка дволиста, анемона дібровна, вороняче око звичайне, копитняк європейський, конвалія звичайна та інші види. 
З фауни трапляються заєць сірий, лисиця, їжак, борсук (вид, занесений до Червоної книги України). З птахів водяться сойка, дятел звичайний, повзик, крук, сова сіра, канюк звичайний та інші.